# Drosophila quadriseriata
Drosophila quadriseriata är en tvåvingeart som beskrevs av Oswald Duda 1924. Drosophila quadriseriata ingår i släktet Drosophila och familjen daggflugor.
Artens utbredningsområde är Java.